# Струзман, Виктория Эммануиловна
Виктория Эммануиловна Стру́зман (1925—2016) — ленинградский архитектор. Лауреат Государственной премии СССР (1973) и Государственной премии РФ (1994).

## Биография
Училась под руководством Е. А. Левинсона в ЛИЖСА имени И. Е. Репина. Окончила в 1950 году. В 1950—1964 работала архитектором и руководителем группы в Ленпроекте, а в 1964—1992 — главным архитектором проекта в ВНИИЭП (Ленинград). Автор конкурсных проектов и лауреат Государственных премий (1973 и 1994).
Похоронена на кладбище в Комарово.

## Избранные проекты и постройки в Ленинграде/Санкт-Петербурге
- Жилые дома по индивидуальным проектам на площади Чернышевского (совместно с Б. Н. Журавлёвым, 1950-е и 1960-е)
- Гостиница «Россия» (совместно с архитекторами Б. Н. Журавлёвым и П. А. Арешевым, 1957—1962)[1]
- Жилые дома на Бассейной улице, 30, и Кузнецовской улице, 30 (1957—1962)
- Застройка и благоустройство кварталов между Варшавской, Бассейной улицами и Новоизмайловским проспектом (под руководством С. Б. Сперанского, 1960-е)
- Застройка кварталов с привязкой типовых проектов жилых и общественных зданий на Московском проспекте, за Домом Советов, на Московском шоссе, 1-5, 2-4 (совместно с Б. Н. Журавлёвым, 1960-е)
- Благоустройство площади у Московских ворот (совместно с Б. Н. Журавлёвым, 1960-е)
- Застройка Московского проспекта у площади Победы (в коллективе авторов, 1960-е)
- Комплекс зданий гостиницы «Ленинград» (совместно с архитектором С. Б. Сперанским, первая очередь — 1970)[1], в который входят также универсальный концертный зал и жилой комплекс (Выборгская набережная — Большой Сампсониевский проспект — Финляндский проспект, руководители проектных и строительных работ С. Б. Сперанский и В. Э. Струзман; 1960—1980-е)
- Ансамбль «Стрелка Выборгской стороны»[прояснить] (1960—1980-е)
- Реконструкция гостиницы «Европейская» (1989—1991)[2], с сохранением исторического облика фасадов второй половины XIX века (первая гостиница России, вошедшая в «Лучшие отели мира»)
- Реконструкция здания № 70 на 7-й линии Васильевского острова
- Реконструкция здания № 20 на улице Чайковского под офис и дома Мертенса на Невском проспекте, 21 (совместно с А. В. Шприцем, 1993—1998).

## Награды и премии
- Государственная премия СССР (1973) — за архитектуру здания гостиницы «Ленинград» в Ленинграде и комплекса сооружений таможни на советско-финской границе
- Государственная премия РФ (1994)